# Damján
A Damján a görög eredetű Damianus név származéka, a jelentése bizonytalan, egyes vélemények szerint: szelídítő, mások szerint a népből származó. A Damján különféle változatai családnévként is ismertek (pl. Dimény).

## Rokon és képzett nevek
- Damos:[1] a Damján név régi magyar rövidült, kicsinyítőképzős származéka[2]
- Demjén:[1] a Damján önállósult alakváltozata[3]
- Demény:[1] a Demjén régi magyar változata[3]
- Dömjén:[1] a Demjén alakváltozata[4]

## Gyakorisága
Az 1990-es években a Damján, Damos, Demjén, Demény és Dömjén egyaránt szórványos név volt, a 2000-es években nem szerepelnek a 100 leggyakoribb férfinév között.

## Névnapok
Damján, Damos, Demjén, Demény és Dömjén: 
- szeptember 26.,[2]
- szeptember 27.[2]

## Híres Damjánok, Damosok, Demények, Demjének és Dömjének
- Szent Damján (Damián, Demjén, Demján, Domján névalakban is előfordul)